# Friedrich Chrysander
Karl Franz Friedrich Chrysander (Lübtheen, 8 juillet 1826 - Hambourg (Bergedorf), 3 septembre 1901) est un éminent historien de la musique et critique musical allemand. Son édition des œuvres de Georg Friedrich Haendel et ses divers ouvrages faisant autorité sur d'autres compositeurs le désignent comme l'un des pionniers de la musicologie du XIXe siècle.